# Henkie T
Henkie T, pseudonimo di Henk Mando (Paramaribo, 3 ottobre 1994), è un rapper surinamese naturalizzato olandese.

## Biografia
Henk Mando nasce a Paramaribo e cresce ad Amsterdam, nel quartiere di Bijlmer, insieme all'amico e rapper Chyvon Pala, in arte Chivv. I due fondano il gruppo hip hop SBMG (acronimo di Sawtu Boys Money Gang), con il quale pubblicano quattro album in studio tra il 2014 ed il 2019. Nel 2019 i due decidono di separarsi, proseguendo nelle rispettive carriere soliste: Henkie T pubblica l'album in studio Visionair, che vede la partecipazione di rapper come Lijpe, JoeyAK, Dopebwoy e Jonna Fraser.
Il 21 agosto 2020 è la volta del secondo album, Netwerk, che raggiunge la prima posizione della classifica olandese. Il suo primo mixtape, dal titolo Starlife, viene reso disponibile il 17 marzo 2023, e contiene collaborazioni con KA, Elliven, Lijpe, Yssi SB e Dopebwoy.

## Discografia

### Da solista

#### Album in studio
- 2019 – Visionair
- 2020 – Netwerk

#### Mixtape
- 2023 – Starlife

### Con i SBMG
- 2014 – Money Gang
- 2016 – Richting Kraaie
- 2016 – No Mickey Mouse Business
- 2018 – Metro 53